# 2014년 4월
| 2014년: 1월 · 2월 · 3월 · 4월 · 5월 · 6월 · 7월 · 8월 · 9월 · 10월 · 11월 · 12월 |

| <          | 2014년 4월 | 2014년 4월  | 2014년 4월 | 2014년 4월 | 2014년 4월 | >          |
| 일         | 월         | 화          | 수         | 목         | 금         | 토         |
|            |            | 1 3.2 임인  | 2 3 계묘   | 3 4 갑진   | 4 5 을사   | 5 6 병오   |
| 6 7 정미   | 7 8 무신   | 8 9 기유    | 9 10 경술  | 10 11 신해 | 11 12 임자 | 12 13 계축 |
| 13 14 갑인 | 14 15 을묘 | 15 16 병진  | 16 17 정사 | 17 18 무오 | 18 19 기미 | 19 20 경신 |
| 20 21 신유 | 21 22 임술 | 22 23 계해  | 23 24 갑자 | 24 25 을축 | 25 26 병인 | 26 27 정묘 |
| 27 28 무진 | 28 29 기사 | 29 4.1 경오 | 30 2 신미  |            |            |            |

| - 4월 17일 - 가브리엘 가르시아 마르케스 - 4월 16일 - 김태경 - 4월 06일 - 미키 루니 - 4월 30일 : 이라크 총선 - 4월 27일 : 마케도니아 총선 - 4월 17일 : 알제리 대통령 선거 - 4월 13일 : 기니비사우 대통령 선거 및 총선 - 4월 13일 : 마케도니아 대통령 선거 - 4월 13일 : 대한민국 총선 - 4월 07일 ~ 5월 12일 : 인도 총선 - 4월 06일 : 헝가리 총선 - 4월 06일 : 코스타리카 대통령 선거 - 4월 05일 : 아프가니스탄 대통령 선거 편집하기 |

## 2014년 4월 29일 (화요일)
사회
- 세월호 침몰사고 희생자들의 정부 공식 합동분향소가 안산시 화랑유원지에 마련되었다.

## 2014년 4월 27일 (일요일)
국제
- 로마 가톨릭 역사상 처음으로 두 교황에 대한 시성식이 바티칸에서 열리다.

## 2014년 4월 25일 (금요일)
국제관계
- 조선민주주의인민공화국이 24세 미국인 관광객 매슈 토드 씨를 억류중이라고 발표하다.

## 2014년 4월 23일 (수요일)
정치
- 팔레스타인 양대 정파인 파타와 하마스가 통합정부 수립에 합의하다...

## 2014년 4월 21일 (월요일)
재난
- 박근혜 대통령이 세월호 침몰 사고 관련 일부 승무원들의 태도가 살인과도 같다고 말하다.
- 호흡기 질환 메르스가 사우디아라비아 및 중동 국가를 중심으로 창궐해 81명이 사망하다.

정치
- 시리아 정부가 대통령 선거일을 2014년 6월 3일로 발표함에 따라 야당의 반발이 거세지다.

## 2014년 4월 20일 (일요일)
정치
- 2014년 아프가니스탄 대선 결과 대다수의 득표후보 부재로 2차 선거가 이뤄지게 되다.

## 2014년 4월 19일 (토요일)
재난
- 멕시코 게레로주에서 규모 7.0의 강진이 발생하다.

국제
- 우크라이나 슬로우얀스크에서 교전이 발생해 3명이 사망하다.

## 2014년 4월 17일 (목요일)
선거
- 알제리 대통령 선거에서 압델라지즈 부테플리카 대통령이 4선에 성공하였다.

부고
- 콜롬비아 작가 가브리엘 가르시아 마르케스가 멕시코의 자택에서 사망하였다.

## 2014년 4월 16일 (수요일)
사고
- 대한민국 전라남도 진도군 병풍도 인근 해상에서 여객선 세월호가 침몰하는 사고가 발생하였다. 이 사고로 제주도로 수학여행을 가던 안산 단원고등학교 2학년 학생들과 교사들 및 일반인 승객들을 포함한 총 476명 중 172명이 구조되었고 299명이 사망했으며 5명이 실종되었다.

## 2014년 4월 14일 (월요일)
국제
- 나이지리아 보르노주 치복에서 여중생 276여명이 납치되다.

## 2014년 4월 8일 (화요일)
IT
- 마이크로소프트가 윈도우 XP의 기술 지원과 인터넷 익스플로러 7, 8의 지원을 중단하였고, 마이크로소프트 오피스 2003도 판매와 지원을 중단하였으며, 이와 동시에 윈도우 8.1 업데이트 1이 발표되다.

## 2014년 4월 6일 (일요일)
정치
- 도네츠크주 도네츠크의 친러시아 시위대가 도네츠크주가 도네츠크 인민 공화국으로 독립했다고 선언하다.
- 2014년 헝가리 총선에서 44.8%의 득표율로 빅토르 오르반 총리가 세 번째 재집권에 성공하다.
- 2014년 코스타리카 대선에서 중도 좌파 루이스 기예르모 솔리스 리베라 후보가 승리하다.

재난
- 사이클론 이타가 솔로몬 제도를 강타해 20명이 죽고 이재민 4만 여명이 발생하다.

## 2014년 4월 3일 (목요일)
과학
- 과학자들이 토성의 위성 중 하나인 엔셀라두스의 얼음 표면 아래에 액체 상태의 물로 구성된 바다가 존재한다는 사실을 확인했다.

## 2014년 4월 2일 (수요일)
사고
- 서울지하철 4호선 회송열차가 삼각지역에서 탈선하다.
- 미국 텍사스주 포트 후드 군기지에서 총격 사건이 발생해 용의자 포함 4명이 사망하였다.

재난
- 칠레에서 리히터 규모 8.2 강진이 발생해 5명이 숨지고 그 여파가 일본 동부 해안에까지 미치다

## 2014년 4월 1일 (화요일)
재난
- 기니에서 퍼진 에볼라 바이러스로 143명이 감염되고 95명이 사망했다.